# Angela Dolgner
Angela Dolgner (* 30. Juli 1955 in Burgstädt) ist eine deutsche Architektin und Kunsthistorikerin.

## Leben
Angela Dolgner legte nach dem Studium der Architektur an der Hochschule für Architektur und Bauwesen Weimar (heute Bauhaus-Universität) im Jahr 1980 ihr Diplom ab. Danach arbeitete sie als Projektingenieur in einem Projektierungsbüro in Weimar und wechselte 1983 an die Martin-Luther-Universität Halle-Wittenberg als wissenschaftliche Assistentin am Wissenschaftsbereich Kunstgeschichte (heute Institut für Kunstgeschichte und Archäologien Europas). 1989 wurde sie in Halle (Saale) zum Dr. phil. promoviert. Von 1987 bis 2016 war sie an der Burg Giebichenstein Kunsthochschule Halle beschäftigt. Sie übernahm dort 1988 die Leitung des Archivs, 1997 auch die der Kustodie. Nebenamtlich ist Dolgner seit 1990 Vorsitzende der Freunde und Förderer des Kunstmuseums Moritzburg Halle (Saale) e. V. und war von 2003 bis 2013 Mitglied des Stiftungsrates der Stiftung Moritzburg – Kunstmuseum des Landes Sachsen-Anhalt. Zudem beschäftigt sie sich mit Architektur-, Kunst-, Tier- und Reprofotografie.
Dolgner kuratierte eine Vielzahl von Ausstellungen zur Kunst des 20. Jahrhunderts, insbesondere auf den Gebieten Architektur, Malerei, Buchkunst, Typografie und Emailkunst. Als Autorin, Co-Autorin und Herausgeberin hat sie bislang mehr als 170 Fachpublikationen veröffentlicht, vor allem zur Architekturgeschichte des Historismus sowie zur Kunst- und Designgeschichte und Typografie der Moderne. Einige Schriften bearbeitete sie mit ihrem Ehemann Dieter Dolgner (* 4. Mai 1940 in Reinberg), mit dem sie seit 1985 verheiratet ist. In den letzten Jahren veröffentlichte Dolgner zunehmend eigene Fotografien und zeichnete mehrfach auch für das gestalterische Konzept der Publikationen verantwortlich.

## Projekte
Angela Dolgner hat folgende Ausstellungen kuratiert bzw. mitverantwortet (Auswahl):
- Hans Wittwer (1894–1952). Architekt des neuen Bauens, Ausstellung des Instituts für Geschichte und Theorie der Architektur der ETH Zürich mit Unterstützung der PRO HELVETIA, Schweizer Kulturstiftung, gemeinsam veranstaltet von der Staatlichen Galerie Moritzburg und der Burg Giebichenstein Hochschule für Kunst und Design, Halle 1990.
- Burg Giebichenstein. Die hallesche Kunstschule von den Anfängen bis zur Gegenwart, Staatlichen Galerie Moritzburg Halle und Badischen Landesmuseum in Karlsruhe 1993.
- Baudenkmale der Martin-Luther-Universität Halle-Wittenberg, Hannover-Messe 1993
- Herbert Post, Schrift – Typographie – Graphik, Stadtmuseum Halle (Saale) 1997, Gasteig München 1998, Künstlerhaus Karlsruhe 1998, Deutsche Bibliothek Frankfurt am Main 1999, Landesbibliothek Oldenburg 1999, Landesbibliothek Eutin 1999, Universitäts- und Landesbibliothek Hamburg 2003, Stadtbibliothek Leipzig 2003, Schriftmuseum Pettenbach (A) 2005/06
- Wilhelm Nauhaus. Bucheinbände, Staatliche Galerie Moritzburg Halle 2000
- Erwin Hahs / Doris Keetman. Die frühen Jahre, Kunstverein Talstrasse e. V. Halle 2005, Altes Rathaus Potsdam 2006, Barmer Kunsthalle Wuppertal 2006
- BURG und Stadt, Galerie im Volkspark, Halle 2006.
- Email. Ausstellung historischer und aktueller Arbeiten der Burg Giebichenstein Hochschule für Kunst und Design, Kunstverein Coburg 2008.
- Ragna Sperschneider. Schmuck, Gerät und Bildplatten, Stadtmuseum Halle und Kunstverein Coburg 2009.
- Gertraud Herzger von Harlessem, Galerie am Domplatz, Halle 2009
- Erwin Hahs. Protagonist der Moderne, Kunstforum der Saalesparkasse Halle 2014/15

## Schriften (Auswahl)

### Als Autorin
- Johannes Niemeyer als Architekt. In: Johannes Niemeyer. Architekt und Maler. Hrsg. Berlinische Galerie e. V., Berlin 1990, ISBN 3-927873-06-3, S. 43–74.
- Erich Dieckmann. Vom „Burg“-Lehrer zum Referenten für das deutsche Kunstgewerbe. In: Alexander von Vegesack (Hrsg.): Erich Dieckmann. Praktiker der Avantgarde. Vitra Design Museum, Weil am Rhein 1990, ISBN 3-9802539-1-0, S. 41–48.
- Die Bauten von Carl Gotthard Langhans d. Ä. für die Universität in Halle. In: Erbe und Gegenwart III, Materialien und Dokumente eines wissenschaftlichen Kolloquiums im Januar 1989. Hrsg. vom Kunstgeschichtlichen Institut; Kongress- und Tagungsberichte der Martin-Luther-Universität Halle-Wittenberg, wiss. Beiträge 1991/1, H. 13, Halle 1991, S. 37–44.
- Zurück zum Handwerk; Architektur und Raumausstattung; Arbeitsumweltgestaltung. In: Burg Giebichenstein – Die hallesche Kunstschule von den Anfängen bis zur Gegenwart. Hrsg. Staatliche Galerie Moritzburg Halle, Badisches Landesmuseum Karlsruhe und Burg Giebichenstein – Hochschule für Kunst und Design, Halle/Karlsruhe 1993, ISBN 3-86105-076-5, S. 39–52, 77–112, 483–488.
- Die Bauten der Universität Halle im 19. Jahrhundert. Ein Beitrag zur deutschen Universitätsbaugeschichte. fliegenkopf verlag, Halle 1996, ISBN 3-930195-05-4.
- Eberhard Schrammen als Drechsler. Kunsthandwerk und Design. In: für die Stiftung Weimarer Klassik und Kunstsammlungen von Michael Siebenbrodt und Lena Prents (Hrsg.): Eberhard Schrammen. Bauhäusler, Maler, Formgestalter, Fotograf. Weimar 2003, ISBN 3-7443-0125-7, S. 30–38.
- Paul Zilling 1900–1953. Malerei und Zeichnungen. Hallescher Kunstverein e. V., Halle 2004.
- Erwin Hahs / Doris Keetman. Die frühen Jahre. Publikationsreihe des Kunstvereins „Talstrasse e. V.“, Halle 2005, ISBN 3-932962-26-5.
- Die Stadt und die moderne Kunst – die hallesche Künstlerschaft, das städtische Museum und die Kunstschule Burg Giebichenstein (1900–1933) . In: Werner Freitag, Katrin Minner (Hrsg.): Geschichte der Stadt Halle. Band 2, Halle 2006, ISBN 3-89812-383-9, S. 130–147.
- Wo Kunst entsteht. Die Kunst- und Designsammlung der Burg Giebichenstein – Hochschule für Kunst und Design Halle. In: Dokumentationsziele und Aspekte der Bewertung in Hochschularchiven und Archiven wissenschaftlicher Institutionen, Reihe: Universitätsreden 73, Universität des Saarlandes, Saarbrücken 2007, ISBN 978-3-940147-08-0, S. 107–116.
- Die „Burg“ und die Stadt Halle – Streiflichter einer Partnerschaft. In: Jahrbuch für hallische Stadtgeschichte 2007, hrsg. im Auftrag des Vereins für hallische Stadtgeschichte e. V. von Ralf Jacob, Halle 2007, ISBN 978-3-89923-172-4, S. 92–126.
- Gertraud Herzger von Harlessem. Eine Künstlerin aus dem Umfeld von Johannes Itten und Erwin Hahs. hrsg. vom Freundes- und Förderkreis der Burg Giebichenstein Hochschule für Kunst und Design e. V. in Zusammenarbeit mit dem Paula Modersohn-Becker Museum Bremen und dem Hermann-Hesse-Höri-Museum Gaienhofen, Halle 2008, ISBN 978-3-86019-067-8.
- Die Kunstschule Burg Giebichenstein und das Bauhaus in Weimar, Dessau und Berlin – ein Vergleich. In: im Auftrag des Vereins für hallische Stadtgeschichte e. V. von Ralf Jacob (Hrsg.): Jahrbuch für hallische Stadtgeschichte 2007. Halle 2009, ISBN 978-3-89923-237-0, S. 95–140.
- Walter Gropius und Paul Thiersch – die Begründer des Bauhauses in Weimar und der Kunstschule Burg Giebichenstein in Halle. Ein Vergleich. In: Kevin E. Kandt, Hermann von Vogelstein (Hrsg.): Aus Hippocrenes Quelle. Ein Album amicorum kunsthistorischer Beiträge zum 60. Geburtstag von Gerd-Helge Vogel. Berlin 2011, ISBN 978-3-86732-104-4, S. 213–229.
- Der Bauhäusler Friedrich Engemann und die Architekturausbildung an der Kunstschule Burg Giebichenstein in Halle. In: Nadja Horsch, Tita Á Pataki, Thomas Pöpper (Hrsg.): Kunst und Architektur in Mitteldeutschland. Thomas Topfstedt zum 65. Geburtstag. Leipzig 2012, ISBN 978-3-86211-055-1, S. 187–200.
- Benita Koch Otte an der Kunstgewerbeschule Burg Giebichenstein in Halle. In: für die Klassik Stiftung Weimar von Michael Siebenbrodt (Hrsg.): Die Bauhäuslerin Benita Koch-Otte. Textilgestaltung und Freie Kunst 1920–1933. Weimar 2012, ISBN 978-3-7443-0153-4, S. 19–33.
- Erwin Hahs und die Stadt Halle an der Saale. In: Jahrbuch für hallische Stadtgeschichte 2012. Hrsg. Stadt Halle (Saale), Die Oberbürgermeisterin, Stadtarchiv, Halle 2012, ISBN 978-3-89923-298-1, S. 175–186.
- Walter Gropius, Erwin Hahs und das Bürogebäude einer Musterfabrik auf der Kölner Werkbundausstellung 1914. In: Festgaben aus Floras Füllhorn, Pomonas Gärten und vom Helikon, Kiel 2016, ISBN 978-3-86935-281-7, S. 197–202

### Als Co-Autorin
- mit Ute Brüning: Walter Funkat. Vom Bauhaus zur Burg Giebichenstein. Anhaltische Verlagsgesellschaft, Dessau 1994, ISBN 3-910192-33-5.
- mit Dieter Dolgner: Stoff und Form, Technik und Ästhetik – eine konfliktreiche Partnerschaft in der Architektur des Historismus. In: Maike Kozok (Hrsg.): Architektur, Struktur, Symbol. Streifzüge durch die Architekturgeschichte von der Antike bis zur Gegenwart, Festschrift für Cord Meckseper zum 65. Geburtstag. Imhof, Petersberg 1999, ISBN 3-932526-52-X, S. 436–445.
- mit Dieter Dolgner: Die Wettbewerbe um den Wiederaufbau bzw. Neubau des Rathauses in Halle 1947 und 1949. In: Sabine Bock (Hrsg.): Denkmale in Raum und Zeit. Neue Beiträge zur Denkmalpflege. Hermann Wirth zum 60. Geburtstag. Thomas Helms Verlag Schwerin 2000, ISBN 3-931185-73-7, S. 159–184.
- mit Dieter Dolgner und Erika Kunath: Der historische Marktplatz der Stadt Halle/Saale. Freunde der Bau- und Kunstdenkmale Sachsen-Anhalt e. V., Halle 2001, ISBN 3-931919-08-0.
- mit Renate Luckner-Bien: Da wackelt die Ruine. Feste der Kunsthochschule Burg Giebichenstein. (= Mitteldeutsche Kulturhistorische Hefte. Nr. 16). hrsg. von Peter Gerlach und Moritz Götze, Halle 2009, ISBN 978-3-939468-17-2.
- mit Dieter Dolgner: Die Stellung des Zivilgerichtsgebäudes in der Geschichte der halleschen Justizarchitektur. In: Das Zivilgericht in Halle (Saale), Beiträge zur Denkmalkunde Bd. 11 des Landesamtes für Denkmalpflege und Archäologie Sachsen-Anhalt – Landesmuseum für Vorgeschichte Halle (Saale), Halle 2017 (gemeinsam mit Dieter Dolgner), ISBN 978-3-944507-26-2, S. 79–103

### Als Bildautorin
- Gerichtsgebäude in Sachsen-Anhalt. Steinerne Zeugen der Justizgeschichte und Rechtskultur (Text Dieter Dolgner), Beiträge zur Denkmalkunde Bd. 11 des Landesamtes für Denkmalpflege und Archäologie Sachsen-Anhalt – Landesmuseum für Vorgeschichte Halle (Saale), Halle 2017, ISBN 978-3-944507-54-5

### Als Herausgeberin
- Herbert Post. Schrift, Typographie, Graphik. fliegenkopf verlag, Halle 1997, ISBN 3-86019-012-1 / 3-930195-22-4
- mit Dorit Litt: Kurt Bunge. Holzschnitte. fliegenkopf verlag, Halle 1996, ISBN 3-930195-13-5.
- mit Anne Pollak: Gustav Weidanz-Preis für Plastik 1975–1996. Freundes- und Förderkreis der Burg Giebichenstein – Hochschule für Kunst und Design e. V., Halle 1996, ISBN 3-86019-011-3.
- mit Dieter Dolgner: Historische Villen der Stadt Halle/Saale. Freunde der Bau- und Kunstdenkmale Sachsen-Anhalt e. V., Halle 2001, ISBN 3-931919-04-8.
- mit Katja Schneider: Wilhelm Nauhaus. Bucheinbände aus sechs Jahrzehnten. Staatliche Galerie Moritzburg Halle und die Burg Giebichenstein Hochschule für Kunst und Design Halle, Halle 2000, ISBN 3-86019-024-5.
- mit Dieter Dolgner: Historische Schulgebäude der Stadt Halle/Saale. Freunde der Bau- und Kunstdenkmale Sachsen-Anhalt e. V., Halle 2001, ISBN 3-931919-05-6.
- mit Leonhard Helten, Gotthard Voß: Von Schinkel bis van de Velde. Architektur- und kunstgeschichtliche Beiträge vom Klassizismus bis zum Jugendstil. Festschrift für Dieter Dolgner zum 65. Geburtstag. Verlag Janos Stekowics, 2005, ISBN 3-89923-090-6.
- Ragna Sperschneider. Kostbarkeiten aus Email. Schmuck – Gerät – Bildplatten. Hallescher Kunstverein e. V. in Zusammenarbeit mit der Burg Giebichenstein Hochschule für Kunst und Design Halle, dem Museum für Kunst und Gewerbe Hamburg und dem Kunstverein Coburg e. V., Halle 2008, ISBN 978-3-941498-00-6.
- Historische Plätze der Stadt Halle an der Saale. Verein für hallische Stadtgeschichte e. V., Mitteldeutscher Verlag, Halle 2007, ISBN 978-3-89812-495-9.